# 2015 في الرياضة

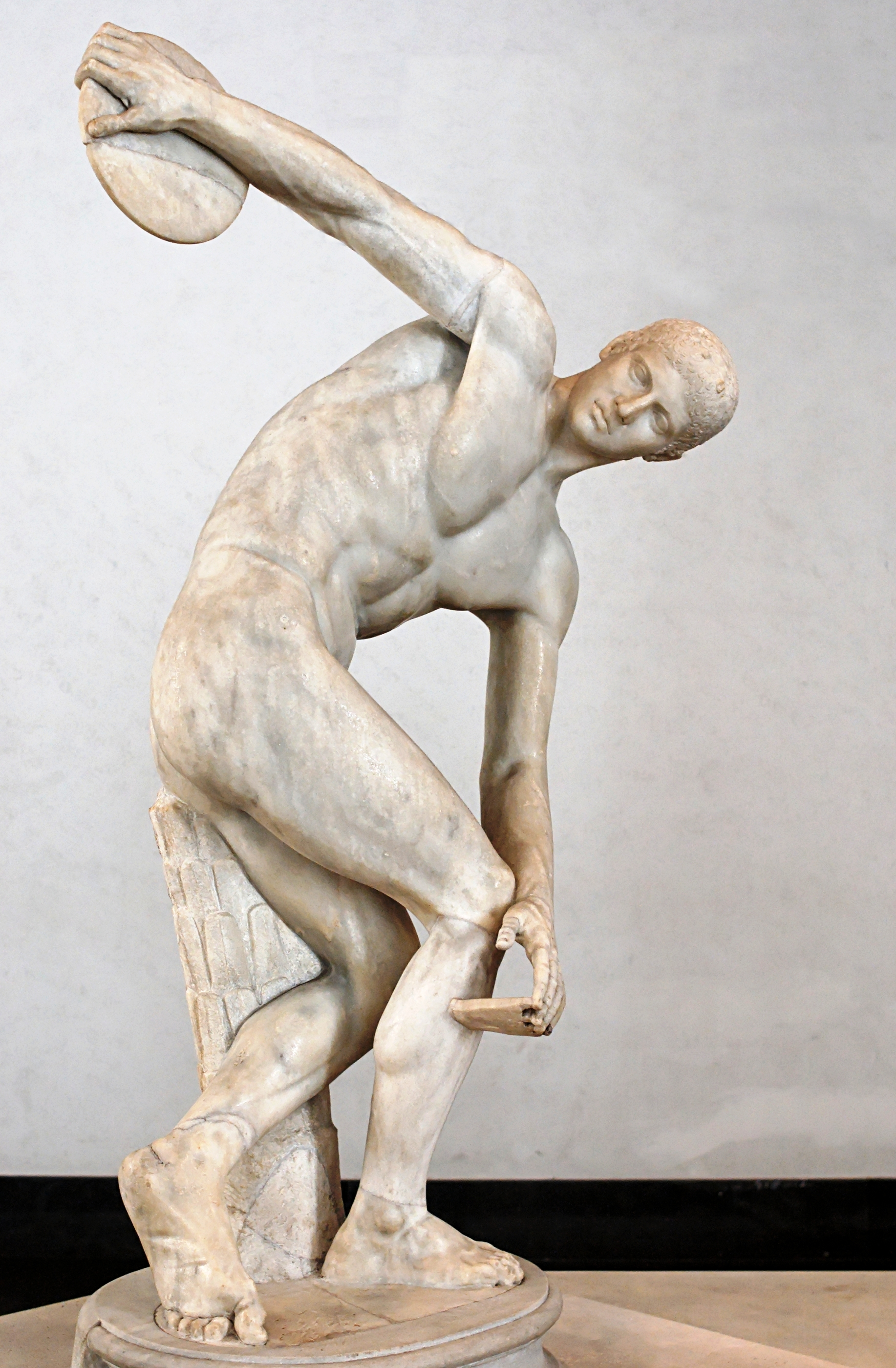

هذه قائمة بالأحداث الرياضية سنة 2015. 

## متعددة الرياضات
جلب المقالات الموجودة مباشرة في تصنيف:أحداث رياضية متعددة في 2015

## كرة قدم

### وطنياً
- هولندا : 2014–15 و2015–16
- إيطاليا : 2014–15 و2015–16
- إسبانيا : 2014–15 و2015–16
- فرنسا : 2014–15 و2015–16
- إنجلترا : 2014–15 و2015–16

## كرة السلة
- الرابطة الوطنية لكرة السلة 2014-15 (منذ 1946)
- الرابطة الوطنية لكرة السلة 2015-16

## كرة المضرب

### البطولات الكبرى
هذه قائمة بالبطولات الكبرى لكرة المضرب المقامة سنة 2015.
- أستراليا المفتوحة 2015
- دورة فرنسا المفتوحة 2015
- بطولة ويمبلدون 2015
- أمريكا المفتوحة 2015 (كرة مضرب)

### أخرى
- رابطة محترفي التنس 2015

## سباق الدراجات الهوائية
- بطولة العالم للدراجات على المضمار 2015
- بطولة العالم لسباق الدراجات على الطريق 2015

### سباقات الاتحاد الدولي للدراجات
- طواف العالم للدراجات 2015
- طواف آسيا للدراجات 2015
- طواف أوروبا للدراجات 2015
- طواف أفريقيا للدراجات 2015
- طواف أمريكا للدراجات 2015

### الطوافات الكبرى
- طواف إيطاليا 2015
- طواف إسبانيا 2015
- سباق طواف فرنسا 2015

## الدراجات النارية
- سباق الجائزة الكبرى للدراجات النارية موسم 2015   (دون إنقطاع منذ 1949, بعض المقالات  ناقصة حسب {{سباق الجائزة الكبرى للدراجات النارية}} يمكن الإبقاء عليها حمراء في النص لأن شكلها معروف مسبقاً)

## فورمولا 1
- بطولة العالم لسباقات الفورمولا واحد موسم 2015  (أول موسم سنة 1950 دون إنقطاع)

## ألعاب القوى
- ماراثون بوسطن سنة 2015  (دون إنقطاع منذ 1897)؛ بقية إنشاء المقالة العامة.

## وفيات
3 وفيات من كل رياضة معروفة : تنس، كرة قدم، سباحة، عدو، كرة السلة، ..

## وصلات خارجية
- تاريخ الرياضات حسب الرياضة
- التاريخ الرياضي منذ 1896 على موقع الموسوعة العالمية (بالفرنسية)